# Allopharynx multispinosa
Allopharynx multispinosa är en plattmaskart. Allopharynx multispinosa ingår i släktet Allopharynx och familjen Plagiorchiidae. Inga underarter finns listade i Catalogue of Life.